# Mars (Loire)
Mars is een gemeente in het Franse departement Loire (regio Auvergne-Rhône-Alpes) en telt 551 inwoners (1999). De plaats maakt deel uit van het arrondissement Roanne.

## Geografie
De oppervlakte van Mars bedraagt 12,1 km², de bevolkingsdichtheid is 45,5 inwoners per km².
De onderstaande kaart toont de ligging van Mars (Loire) met de belangrijkste infrastructuur en aangrenzende gemeenten.

## Demografie
Onderstaande figuur toont het verloop van het inwonertal (bron: INSEE-tellingen).

1. ↑  Populations de référence 2022.